# KV35
KV35 es una antigua tumba egipcia descubierta en 1898 por Victor Loret en el llamado Valle de los Reyes. Pertenece al faraón Amenhotep II. Tras un muro, en una cámara sellada, se encontraron tres momias de la dinastía amarniana.

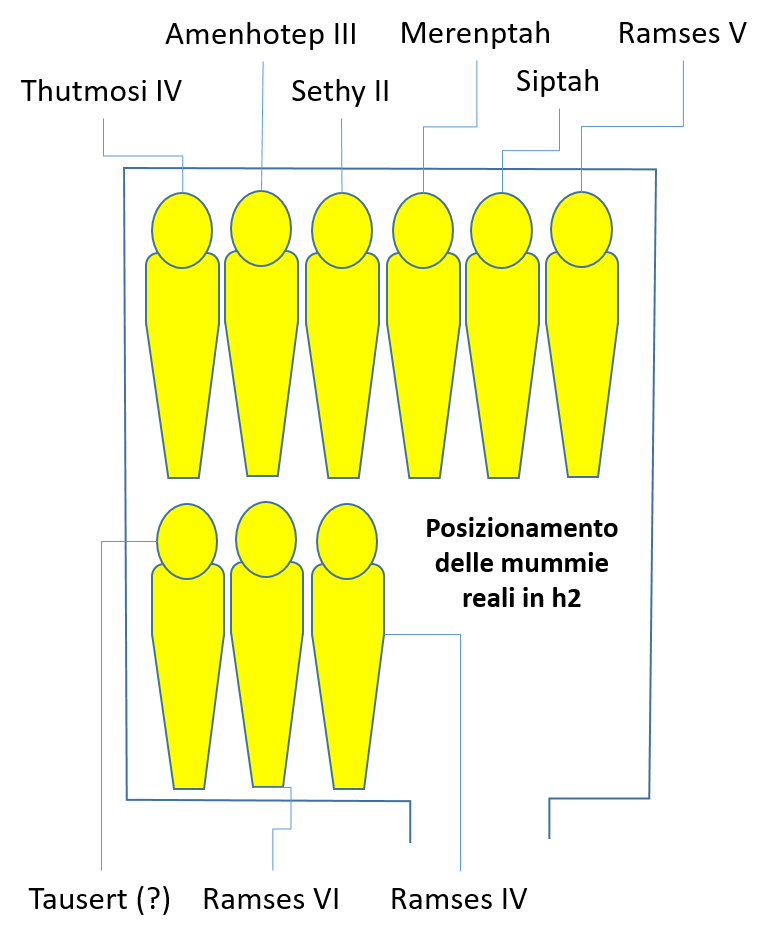
Posición e identificación de las momias de la primera cámara de la tumba KV 35.

La tumba tiene el techo de la cámara sepulcral decorado con estrellas sobre un fondo azul oscuro e incluye en su decoración figuras del rey realizando actos rituales frente a Osiris, Anubis y Hathor, siendo esto una innovación que influirá en el diseño de posteriores tumbas.
En el sarcófago de cuarcita todavía permanecía intacta la momia del rey, con una guirnalda de flores al cuello y así se mantuvo expuesta en el lugar hasta que en 1928 fue trasladada al Museo de El Cairo. No se sabe por qué los ladrones de tumbas antiguos respetaron el cuerpo del soberano, pues lo habitual es que las mutilaran e incluso destrozaran a la búsqueda de los amuletos y joyas que sabían que portaban entre las vendas. Más tarde, la tumba fue utilizada como escondrijo de otras momias que fueron trasladadas aquí durante el Tercer periodo intermedio e identificadas por las inscripciones halladas en sus envoltorios funerarios. Pertenecen a las siguientes personas:
- Tutmosis IV
- Amenhotep III
- Merenptah
- Seti II
- Siptah
- Sethnajt
- Ramsés IV
- Ramsés V
- Ramsés VI
- Una mujer (tal vez la reina Tausert)

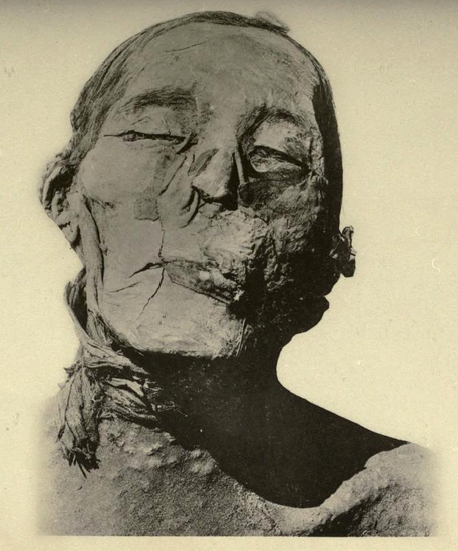
Momia de Amenhotep II

En una segunda cámara se encontraron tres momias en el suelo y desvendadas que tardaron más en ser identificadas:
- Una mujer madura, bien conservada, con larga cabellera castaña, a la que se conoció como la «dama anciana» (identificada por análisis de ADN en 2010 como la reina Tiy, esposa principal del rey Amenhotep III).
- Un príncipe niño (tal vez Webensenu un hijo de Amenhotep II)
- Una chica joven de delicados rasgos, gravemente dañada en su rostro, a la que se conoció como la "dama joven" (identificada en los análisis de ADN de 2010 como hija de la Dama Anciana (Tiy) y Amenhotep III y a su vez era la madre de Tutankamon habido de su unión con su hermano el rey Akenatón).[2]

Momias de la segunda cámara de la tumba KV35
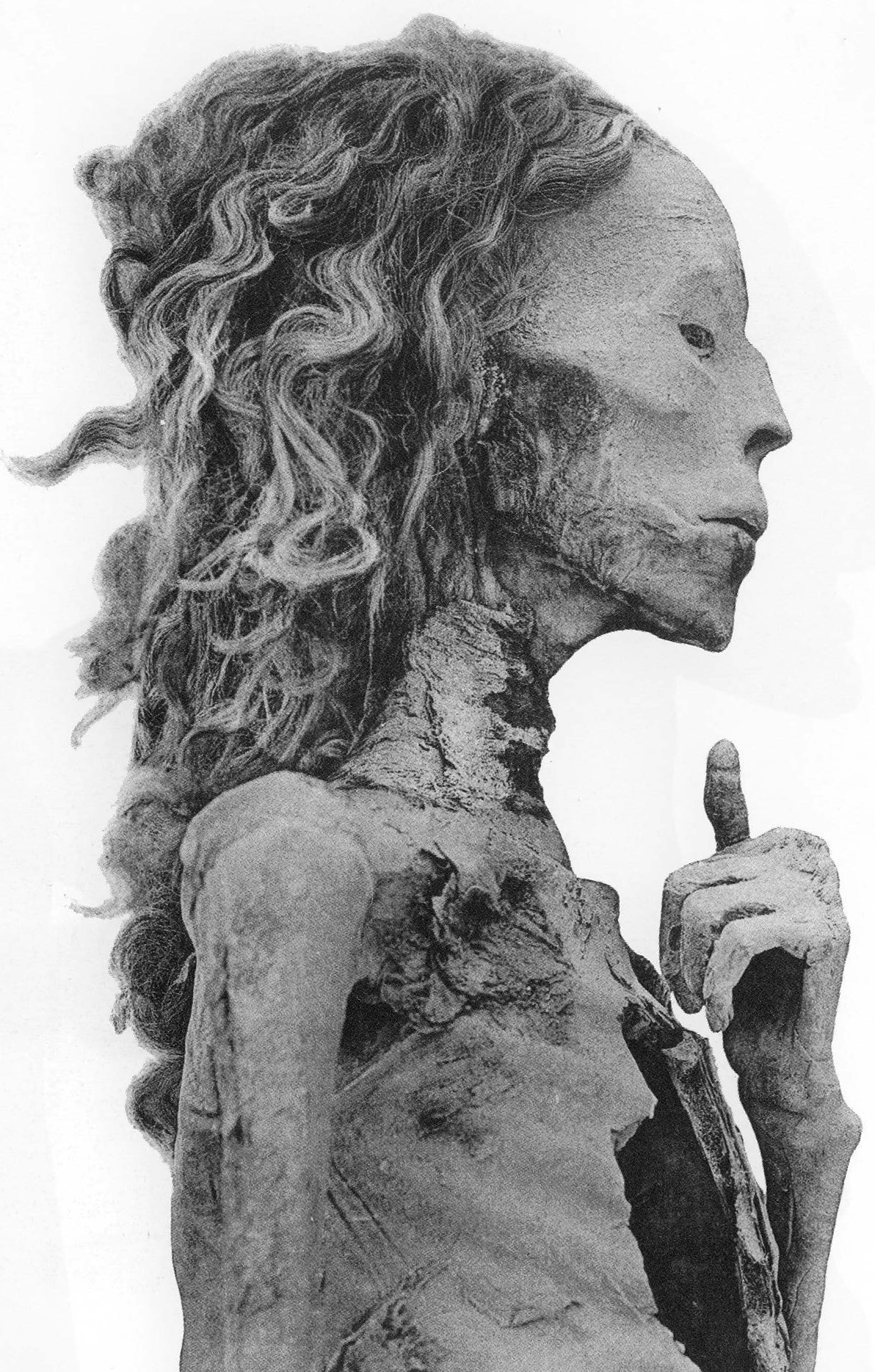
La mujer mayor (Tiy, madre de Akenatón y abuela de Tutankamón).
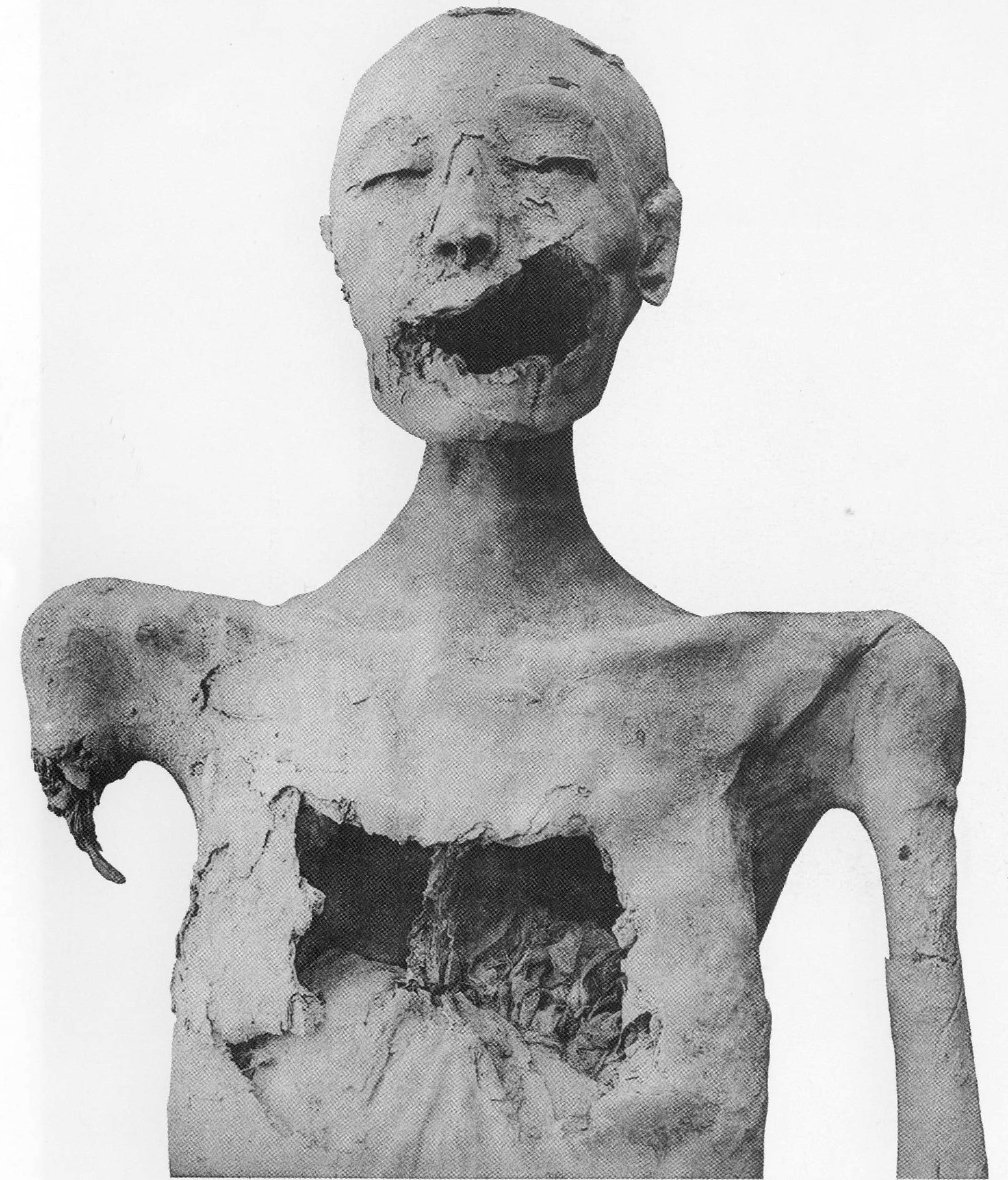
La mujer joven (hermana de Akenatón y madre de Tutankamón).